# Johnny Valiant
Thomas Michael Sullivan (Pittsburgh, 25 de novembro de 1946 – Pittsburgh, 4 de abril de 2018) foi um comediante, ator, lutador e manager de luta profissional, mais conhecido pelo seu nome no ringue de "Luscious" Johnny Valiant. Mais conhecido como um lutador de duplas, Sullivan formou parcerias com Jimmy Valiant e Jerry Valiant, ganhando diversos títulos. Após sua aposentadoria como lutador ativo, Valiant passou a atuar como manager, incluindo o agenciamento do Dream Team de Brutus Beefcake e Greg Valentine. Em 1996, foi induzido ao Hall da Fama da World Wrestling Federation (WWF, hoje WWE) como parte dos Valiant Brothers, com Jimmy Valiant.
Faleceu em 4 de abril de 2018 vítima de atropelamento em sua cidade natal.

## Na luta profissional
- Alcunhas
  - "Luscious"[2] ("Delicioso")

- Managers
  - Bobby Heenan[6]
  - Lou Albano[6]

- Lutadores de quem foi manager
  - The Dream Team (Brutus Beefcake e Greg Valentine)[1]
  - Dino Bravo[6]
  - The Destruction Crew (Mike Enos e Wayne Bloom)[1]
  - Hulk Hogan[7]
  - Demolition (Ax e Smash)[6]

## Títulos e prêmios
- Big Bear Promotions
  - North American Heavyweight Championship (1 vez)[8]

- Championship Wrestling from Florida
  - NWA Florida United States Tag Team Championship (1 vez)[9] — com Jimmy Valiant

- Georgia Championship Wrestling
  - NWA Georgia Tag Team Championship (1 vez)[10] — com Jimmy Valiant

- NWA San Francisco
  - NWA World Tag Team Championship (versão de São Francisco) (1 vez)[11] — com Jimmy Valiant

- Pro Wrestling Illustrated
  - PWI o colocou na #423ª posição dos 500 melhores lutadores individuais em 1991[12]
  - Dupla do Ano (1974) — com Jimmy Valiant[13]

- World Wrestling Association
  - WWA World Heavyweight Championship (2 vezes)[14]
  - WWA World Tag Team Championship (4 vezes)[15] — com Jimmy Valiant

- World Wide Wrestling Federation / World Wrestling Federation
  - Hall da Fama da WWF (Classe de 1996)[16]
  - WWWF World Tag Team Championship (2 vezes)[17] — com Jimmy Valiant (1) e Jerry Valiant (1)